# Teresa de França
Maria Teresa Felicidade de França (Marie Thérèse Félicité de France; Versalhes, 16 de maio de 1736 – Fontevraud-l'Abbaye, 28 de setembro de 1744) foi a nona criança e sexta filha do rei Luís XV de França e da rainha Maria Leszczynska. Era conhecida como Madame Sixième e mais tarde Madame Teresa.

## Biografia

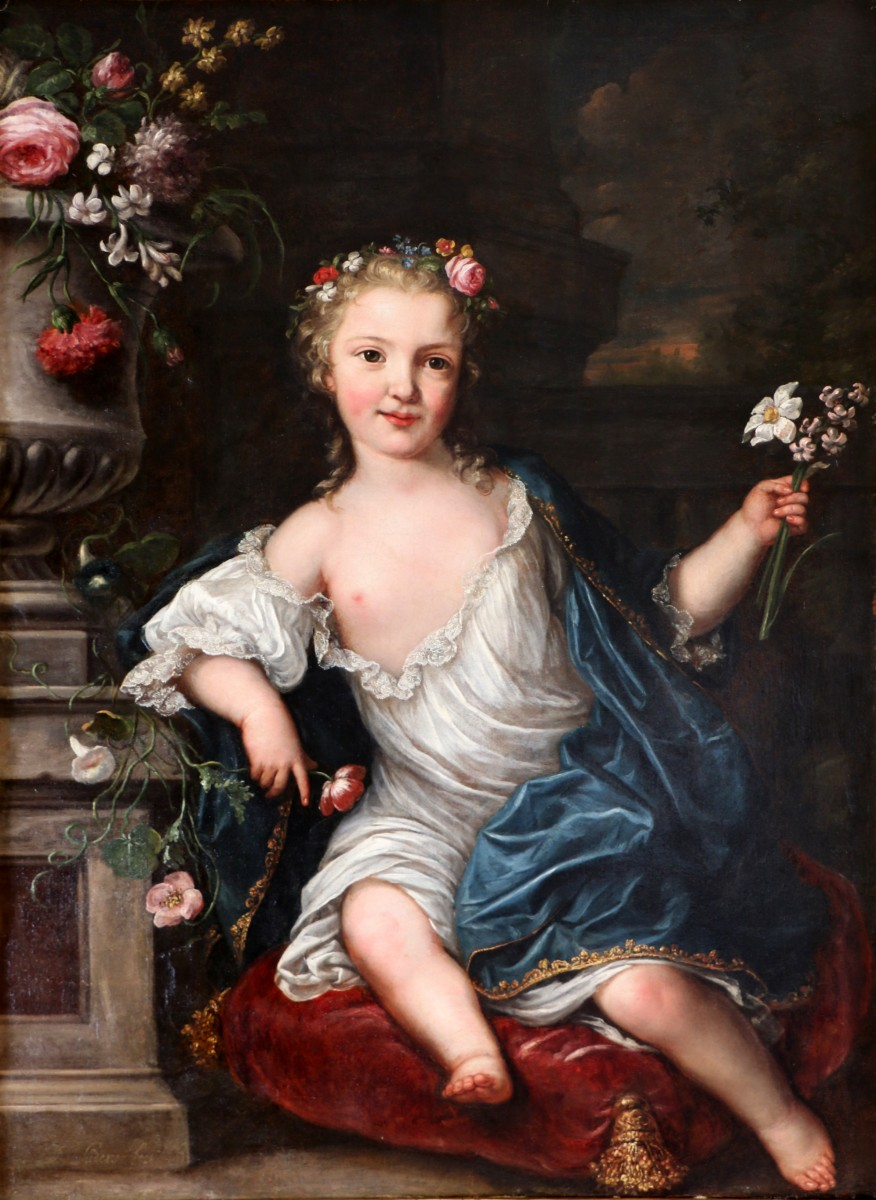
Possível retrato póstumo de Teresa, por David Luders

Maria Teresa nasceu no Palácio de Versalhes como sexta filha e nona criança de Luís XV da França e Maria Leszczyńska. Conhecida como Madame Sixième desde de seu nascimento, mais tarde foi batizada com o nome de Maria Teresa e ficou conhecida como Madame Teresa.
Como filha de um rei da França, ela era Filha da França. Esse posto lhe dava o posto de Alteza Real e ela era a dama mais importante da corte depois de sua mãe e suas irmãs mais velhas. No entanto, as filhas do rei eram geralmente conhecidas como Madame, seguidas de seu nome de batismo. No caso das filhas de Luís XV, quando eram jovens, seu nome de batismo foi substituído por um número ordinal, de acordo com sua ''chegada'', assim, Madame Teresa era Madame Sixième, a sexta filha.
Quando tinha apenas dois anos de idade, Madame Sixième foi levada para a Abadia Real de Fontevraud, na província francesa de Anjou. Ela partiu com suas irmãs, Vitória, Sofia e Luísa. As princesas saíram de Versalhes em 6 de junho de 1738, acompanhadas de móveis e escolta militar. Durante a sua infância, Teresa esteve muitas vezes doente e a sua governanta notou que era provavelmente devido ao clima quente da região. Em meados de setembro de 1744, 'Teresa adoeceu com varíola. No dia 27 de setembro, ela foi batizada. Sua enfermeira e manobrista ficaram como padrinhos. Ela morreu no dia seguinte. Ela tinha oito anos e nunca tinha visto seus pais desde sua chegada a Fontevraud.
Madame Teresa foi enterrada na Abadia de Fontevraud.